# Los sicarios del cielo
Los sicarios de dios  es una novela fantástica, ganadora del segundo Premio Minotauro, celebrado en el año 2005. Fue presentada a concurso por Rodolfo Martínez. El título original, Este incomodo ropaje , fue recuperado al ser reeditada por Sportula. La novela está enmarcada en el mismo universo que El abismo en el espejo y un par de relatos cortos del autor.

## Argumento
Paula es una inspectora de policía que se encuentra con un caso de difícil de explicación. Remiel Stevenson es detenido como único sospechoso del ataque a un proxeneta en un bar a plena luz del día. Todos los testigos saben lo que ha pasado, saben quién lo ha hecho, pero, sencillamente, no son capaces de reconocer a Remiel como atacante. Incluso la víctima desmiente la implicación de Remiel.
Paula no tiene más remedio que abandonar el caso por falta de pruebas, pero no consigue quitárselo de la cabeza. No es normal que, desde el principio, un acusado se comporte con tal tranquilidad. Pronto, una escena igualmente anómala se produce: un grupo de empresarios japoneses comete una matanza espontánea e indiscriminada en el local de Remiel.
Tras el segundo encuentro con Remiel, Paula comienza a observar como una segunda personalidad emerge dentro de ella: toda la desconfianza que le inspira se ve rebatida por un magnetismo que la empuja a tomar bando a favor de Remiel. Varios personajes de muy distintas procedencias: agentes del Mossad, samuráis, sectas católicas, supervivientes del holocausto y entidades angelicales irán revelando el aspecto más sobrenatural de Remiel, la encarnación física de un ángel rebelde. Paula intenta aceptar la memoria de sus vidas pasadas, en las que Remiel siempre aparece.